# Hemidactylus brasilianus
Hemidactylus brasilianus là một loài thằn lằn trong họ Gekkonidae. Loài này được Amaral mô tả khoa học đầu tiên năm 1935.